# 白石河 (罗定江)
白石河，位于中国广东省西南部，是罗定江右岸支流，发源于云安县石城镇峡坳顶（原属茶洞镇），南流至高岭村转西北流，经云安县石城镇、镇安镇、白石镇后进入郁南县境，于郁南县河口镇汇入罗定江。干流长55千米，平均比降3.52‰，流域面积440平方千米。